# Kurt Claasen
Kurt Claasen  (* 9. Januar 1908 in Itzehoe; † unbekannt (für tot erklärt)) war als SS-Hauptsturmführer an der „Aktion Reinhardt“ beteiligt.
Claasen trat zum 1. April 1931 der NSDAP (Mitgliedsnummer 503.301) und 1932 der SS (SS-Nummer 29.338) bei. Nach dem deutschen Überfall auf Polen gehörte er im Distrikt Radom zum Volksdeutschen Selbstschutz, einer vorwiegend aus Angehörigen der deutschen Minderheit in Polen gebildeten Hilfspolizei, die an der Vertreibung und Ermordung polnischer Bürger beteiligt war.
Später war Claasen beim Stab des SS- und Polizeiführers (SSPF) von Lublin, Odilo Globocnik. Globocnik leitete den Völkermord an den polnischen Juden im Generalgouvernement in der „Aktion Reinhardt“. Der Einsatz des Personals in Globocniks Stab wurde dabei sehr flexibel gehandhabt. Im Stellenbesetzungsplan Globocniks war Claasen als Sachbearbeiter im Referat für Judenangelegenheiten  unter Hermann Höfle ausgewiesen. Diese Sachbearbeiter, zu denen auch Amon Göth und Georg Michalsen gehörten, organisierten die Räumung von Ghettos und die Transporte in die Vernichtungslager. Claasen war zudem im engeren Stab Globocniks für den sogenannten „Arbeitseinsatz“, den Einsatz von Zwangsarbeitern, verantwortlich. Globocnik war neben der Aktion Reinhardt auch für die Errichtung von SS- und Polizeistützpunkten zuständig. Claasen übernahm die Leitung der Außenstelle in Mogilew, möglicherweise leitete er auch die Außenstellen in Białystok und Minsk. 
Claasen blieb nach der Versetzung Globocniks nach Triest im September 1943 in Lublin und wurde als Stabsführer des neuen dortigen SSPF Jakob Sporrenberg eingesetzt. Sein weiteres Schicksal ist unbekannt. Er wurde nach Kriegsende für tot erklärt, eine Strafverfolgung fand nicht statt. In der Literatur wird sein Name gelegentlich fälschlich „Classen“ geschrieben.